# Teorotrium
Teorotrium é um gênero de coleóptero da tribo Callidiini (Cerambycinae); compreende apenas uma única espécie, com distribuição apenas em Madagáscar.

## Sistemática
- Ordem Coleoptera
  - Subordem Polyphaga
    - Infraordem Cucujiformia
      - Superfamília Chrysomeloidea
        - Família Cerambycidae
          - Subfamília Cerambycinae
            - Tribo Callidiini
              - Gênero Teorotrium (Fairmaire, 1901)
                - Teorotrium brevipenne (Fairmaire, 1901)